# 天人菊
天人菊（学名：Gaillardia pulchella），又名虎皮菊、老虎皮菊（上海）、中心菊、矢車天人菊，是菊科天人菊属的植物，分布於北美洲、美洲热带、美洲大陆，原產於美國中部，是一種生长期很短的一年生植物，目前已由人工引种栽培。
天人菊是美国奥克拉荷马州的州花，也是臺灣澎湖縣的縣花。

## 形态

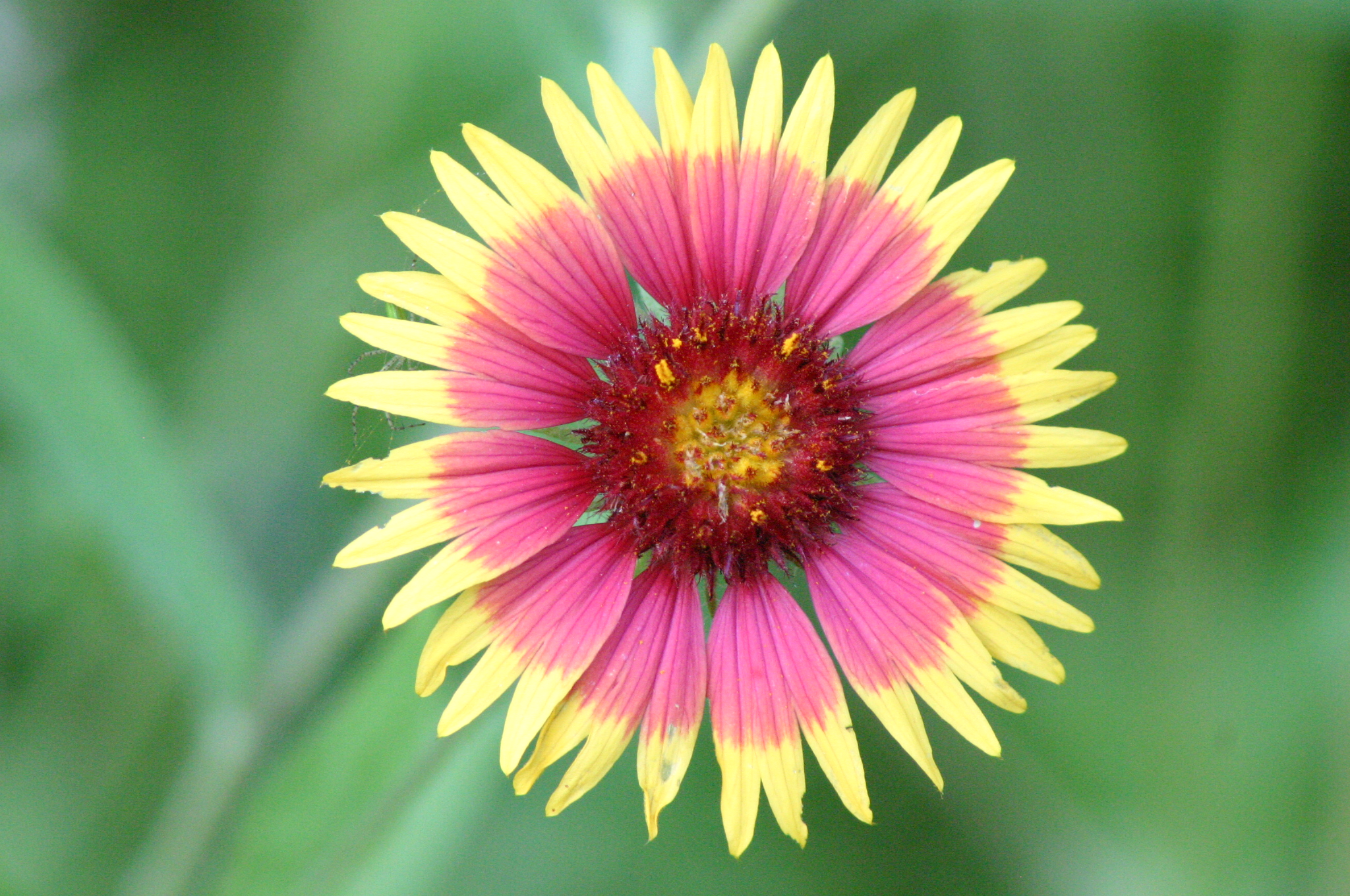
管状花深紫红色，舌状花基部至中部为淡紫红色，顶端黄色

天人菊的侧枝直立，被密毛，株高0.6－1米；叶互生，多为基生，长4－8厘米，叶全缘、具粗齿或浅裂。头状花序直径4－6厘米，鲜红、橙或黄色。舌状花基部与中部的管状花为紫红色，舌状花先端为黄色。一些变种的花冠完全为红色，仅在舌状花花瓣先端有一抹黄色。在某些地区，天人菊能够全年开花，不过一般其花期为夏季至初秋。果实为胞果，种子与果实同形。其果实密集多刺，非常与众不同。

## 栽培
天人菊耐寒性好，对土壤没有特别的要求，不过砂质土壤以及排水良好的土壤最适於其生长，且不喜湿。其耐旱性很好，在阳光充足、干燥炎热的气候下能良好生长，夏季至晚秋常见於毡草田野和公路边几英里长的沿线。在园艺中，通过摘除花蕾，可促进天人菊进一步开放。冬季时地上部分枯萎，根部宿留在地下越冬，春季再次发芽。
天人菊可通过播种、分株、扦插的方法繁殖，而根插法需要一定的技术。
天人菊的很多栽培品种已被选育出来，主要为具有红黄色交替的覆轮状花盘的栽培品种。近期选育出的栽培种“Sundance Bicolor”的花头颜色红黄交替，因为其颜色鲜艳，适於在阳光下种植，此栽培种的花型与菊属很相似。Plume种系的天人菊为重瓣花型，类似矢车菊。